# Lemmings (chanson)
Singles de Blink-182
Wasting Time
(1996) Dammit
(1997)
Pistes de Dude Ranch
Degenerate
(11) I'm Sorry
(15)
Lemmings est une chanson du groupe Blink-182 qui apparaît sur l'album Dude Ranch. Sa version single est sortie en 1996 sur un split avec le groupe Swindle, groupe peu connu qui n'aura pas eu la même carrière que Blink-182. Cette chanson n'est pas à proprement parler un single tiré de l'album Dude Ranch car ce single est sortie plus de 6 mois avant celle de Dude Ranch et car la chanson était déjà présente sur le single Wasting Time sorti en novembre 1996. Il n'existe pas de clip de cette chanson.

## Liste des pistes
| Face A, Lemmings | Face A, Lemmings | Face A, Lemmings | Face A, Lemmings | Face A, Lemmings | Face A, Lemmings | Face A, Lemmings | Face A, Lemmings | Face A, Lemmings | Face A, Lemmings |
| No               | Titre            | Auteur           | Durée            |                  |                  |                  |                  |                  |                  |
| ---------------- | ---------------- | ---------------- | ---------------- | ---------------- | ---------------- | ---------------- | ---------------- | ---------------- | ---------------- |
| 1.               | Lemmings         | Blink-182        | 2:49             |                  |                  |                  |                  |                  |                  |
| 2:49             |                  |                  |                  |                  |                  |                  |                  |                  |                  |

| Face B, Going Nowhere | Face B, Going Nowhere | Face B, Going Nowhere | Face B, Going Nowhere | Face B, Going Nowhere | Face B, Going Nowhere | Face B, Going Nowhere | Face B, Going Nowhere | Face B, Going Nowhere | Face B, Going Nowhere |
| No                    | Titre                 | Auteur                | Durée                 |                       |                       |                       |                       |                       |                       |
| --------------------- | --------------------- | --------------------- | --------------------- | --------------------- | --------------------- | --------------------- | --------------------- | --------------------- | --------------------- |
| 2.                    | Going Nowhere         | Swindle               | 2:06                  |                       |                       |                       |                       |                       |                       |
| 3.                    | One Track             | Swindle               | 1:56                  |                       |                       |                       |                       |                       |                       |
| 4:02                  |                       |                       |                       |                       |                       |                       |                       |                       |                       |

## Collaborateurs
Blink-182
- Mark Hoppus — Chant, Basse
- Tom DeLonge — Guitare
- Scott Raynor — Batterie

Swindle
- Gav-N - Chant, Guitare
- Mark - Chant, Basse
- Nior - Batterie